# Seznam ameriških ilustratorjev
Seznam ameriških ilustratorjev.

## A
- John White Alexander
- Alexander Anderson (ilustrator)
- Marshall Arisman

## B
- Jason Beam
- Greg Bear
- Wes Benscoter
- Anna Botsford Comstock (1854  – 1930)
- Carol Bouman

## C
- Eric Carle
- Bunny Carter
- Anna Botsford Comstock

## D
- Tony DiTerlizzi

## E
- Will Elder
- Kate Endle

## K
- E. W. Kemble
- Howard Koslow
- Peter Kuper

## L
- Leo Lionni

## M
- Ralph McQuarrie

## O
- (Violet Oakley: dekorativna slikarka?)

## P
- Maxfield Parrish (1870 – 1966)
- Roger Price (komik)
- Tatjana Avenirovna Proskurjakova (1909 – 1985)
- Howard Pyle (1853 – 1911)

## R
- Ed Repka
- H. A. Rey
- Margret Rey

## S
- Elizabeth Shippen Green

## W
- Lynd Ward
- Garth Williams
- Jessie Willcox Smith